# Stephen Boyd

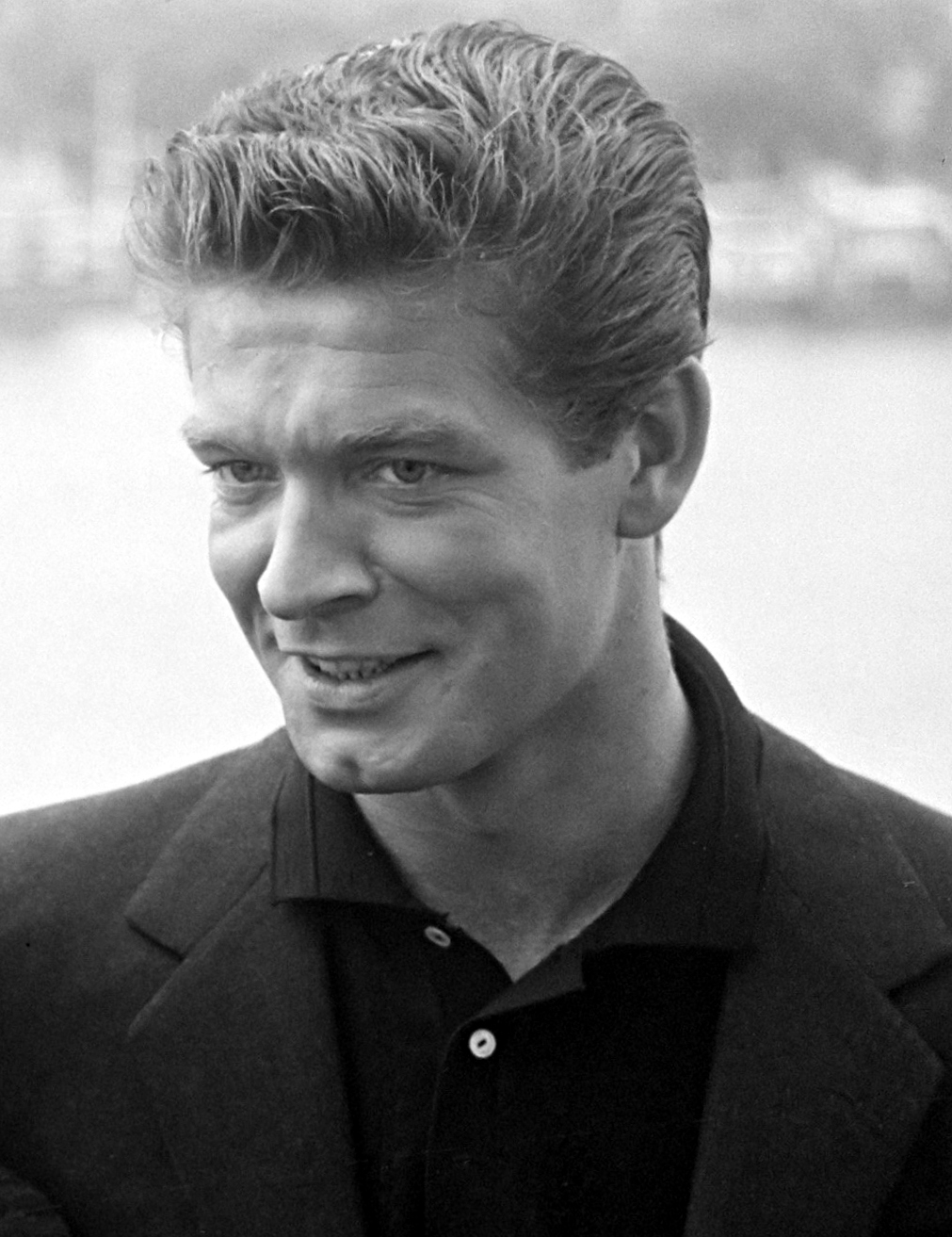
Stephen Boyd (1961)

Stephen Boyd (* 4. Juli 1931 in Glengormley, Nordirland als William Millar; † 2. Juni 1977 in Los Angeles, Kalifornien) war ein britischer Schauspieler. Für seine Rolle des römischen Tribuns Messala im elffach oscarprämierten Film Ben Hur wurde er 1960 mit dem Golden Globe als bester Nebendarsteller ausgezeichnet. In den 1960er Jahren gehörte er zu den gefragtesten Charakterdarstellern des seinerzeit populären Monumentalfilms. Gegen Ende seiner Karriere drehte er eine Reihe von Filmen in Europa.

## Leben
Boyd wuchs mit acht Geschwistern in Belfast auf. Nach dem Schulabschluss arbeitete er zunächst als Versicherungsmakler in Irland. In seiner Freizeit sammelte er schauspielerische Erfahrung in einer kleinen Theatergruppe, deren Leiter er später für drei Jahre wurde. Er ging schließlich nach London und hielt sich dort mit kleineren Rollen und Gelegenheitsjobs über Wasser. Am Odeon Theater wurde er dann von Sir Michael Redgrave entdeckt, mit dessen Hilfe er die Leitung der angesehenen Arts Council Midland Theatre Company erhielt. Danach arbeitete Boyd für das britische Fernsehen und war in dieser Zeit in nahezu allen größeren Produktionen der BBC zu sehen.
Im Jahr 1956 erhielt er einen Sieben-Jahres-Vertrag bei 20th Century Fox. 1958 war er in der Literaturverfilmung Bravados von Henry King mit Gregory Peck und Joan Collins zu sehen. Durch seine Rolle des irischen Nazispions Patrick O’Reilly in Der Mann, den es nie gab, die ihm eine Nominierung für den British Academy Film Award in der Kategorie Bester Nachwuchsdarsteller einbrachte, wurde William Wyler auf ihn aufmerksam. Wyler gelang es, Boyd aus dem Vertrag mit der Fox auszulösen, um ihn in Ben Hur als römischen Tribun Messala besetzen zu können. Als Gegenspieler des von Charlton Heston gespielten Titelhelden geriet die Figur des Messala zu Boyds bekanntester Rolle. Für seine schauspielerische Leistung erhielt er 1960 den Golden Globe als bester Nebendarsteller, während der Oscar in der gleichen Kategorie überraschend an seinen Schauspielkollegen Hugh Griffith für dessen Rolle als Scheich Ilderim im selben Film ging.

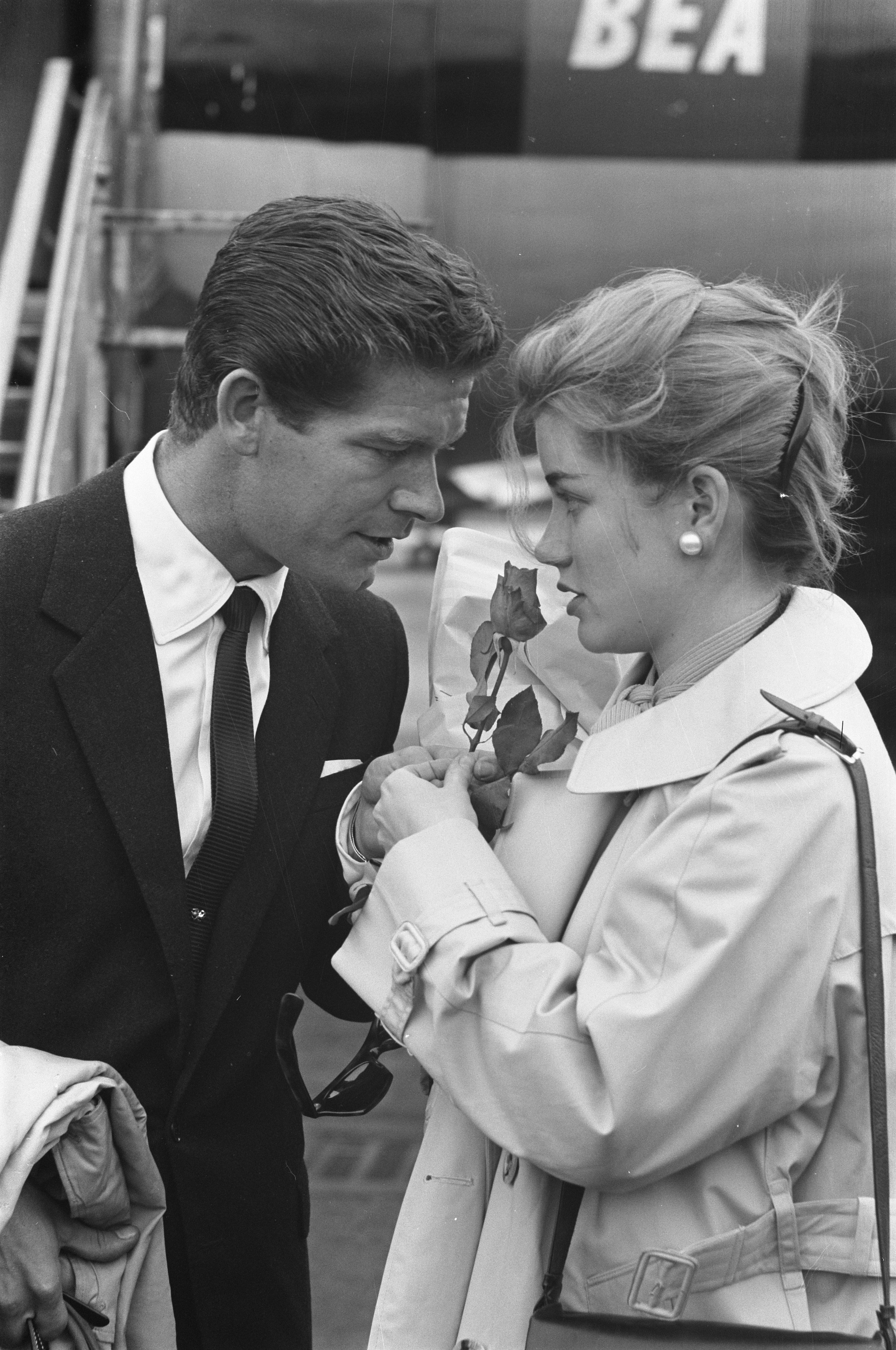
Boyd 1961 mit Dolores Hart, seiner Filmpartnerin in Der Inspektor

Ursprünglich war Boyd auch für die Rolle des Marcus Antonius in Cleopatra an der Seite von Elizabeth Taylor vorgesehen. Diese erkrankte jedoch unmittelbar vor dem geplanten Drehbeginn, sodass sich die Produktion um Monate verzögerte. Stephen Boyd zog daraufhin sein Engagement zurück, um sich anderen Filmprojekten zu widmen. An der Seite von Doris Day und Jimmy Durante war er 1962 in dem von MGM produzierten Filmmusical Spiel mit mir zu sehen. In Anthony Manns Der Untergang des Römischen Reiches (1963) spielte er mit Sophia Loren, und in dem Hollywood-Melodram … denn keiner ist ohne Schuld (1965) des Regisseurs Russell Rouse kam er neben Eleanor Parker und Elke Sommer zum Einsatz.
Ein weiterer Höhepunkt seiner Karriere war Richard Fleischers Science-Fiction-Drama Die phantastische Reise (1966) mit Raquel Welch sowie das dreistündige Opus Die Bibel von John Huston (1966). Ende der 1960er Jahre begann sein Stern in Hollywood zu sinken. In der Folge spielte Boyd vermehrt in europäischen Filmen mit, vor allem in Italo-Western und Gialli. Seine letzte weltweit beachtete Rolle hatte er als Pornosalon-Besitzer in Michael Apteds britischem Gangsterthriller Der aus der Hölle kam (1977) mit Stacy Keach. Als letzter Film Boyds erschien die deutsche Horror-Komödie Lady Dracula (1975/78), in der er in der Eingangssequenz Graf Dracula darstellte.
Boyd war zweimal verheiratet; die Ehe mit der Italienerin Mariella di Sarzana hielt jedoch nur sieben Monate und wurde 1958 geschieden. Nach langem Junggesellendasein ging er mit seiner Assistentin Elizabeth Mills (1912–2007), die er seit 1953 kannte, eine zweite Ehe zehn Monate vor seinem Tod ein.
Stephen Boyd, der ein begeisterter Golfspieler war, erlitt am 2. Juni 1977 während eines Golfturniers im Porter Valley Country Club in Northridge, einem Stadtteil von Los Angeles, einen schweren Herzinfarkt und starb noch am selben Tag im Alter von 45 Jahren. Sein Grab befindet sich im Oakwood Memorial Park in Chatsworth.

## Filmografie (Auswahl)
- 1955: Ein Alligator namens Daisy (An Alligator Named Daisy)
- 1956: Der Mann, den es nie gab (The Man Who Never Was)
- 1956: An vorderster Front (A Hill in Korea)
- 1957: Die Angst hat tausend Namen (Seven Waves Away)
- 1957: Heiße Erde (Island in the Sun)
- 1958: In ihren Augen ist immer Nacht (Les bijoutiers du clair de lune)
- 1958: Bravados (The Bravados)
- 1959: Ungebändigt (Woman Obsessed)
- 1959: Alle meine Träume (The Best of Everything)
- 1959: Ben Hur
- 1961: Das große Wagnis (The Big Gamble)
- 1962: Der Inspektor (The Inspector)
- 1962: Spiel mit mir (Billy Rose’s Jumbo)
- 1962: Kaiserliche Venus (Venere imperiale)
- 1964: Der Untergang des Römischen Reiches (The Fall of the Roman Empire)
- 1965: Dschingis Khan (Genghis Khan)
- 1965: … denn keiner ist ohne Schuld (The Oscar)
- 1966: Die phantastische Reise (Fantastic Voyage)
- 1966: Die Bibel (The Bible: In the Beginning …)
- 1966: Mohn ist auch eine Blume (The Poppy Is Also a Flower)
- 1967: Die Bankräuberbande (The Caper of the Golden Bulls)
- 1967: Geheimauftrag K (Assignment K)
- 1968: Shalako
- 1969: Sklaven (Slaves)
- 1970: Helden werden nicht geboren (Carter’s Army)
- 1971: Die Diamantenlady (Il diavolo a sette facce)
- 1971: In einem Sattel mit dem Tod (Hannie Caulder)
- 1971: Kill!
- 1972: Todesgrüße von Gamma 03 (The Big Game)
- 1973: Vier Teufelskerle (Campa carogna … la taglia cresce)
- 1973: Der Mann aus El Paso (Un hombre llamado Noon)
- 1973: Key West
- 1975: Die linke Hand des Gesetzes (La polizia interviene: ordine di uccidere)
- 1975: Das Böse in der Tiefe (Treasure of Jamaica Reef)
- 1975: Am Abgrund des Todes (The Lives of Jenny Dolan)
- 1975: Potato Fritz
- 1975/77: Frauenstation
- 1975/78: Lady Dracula
- 1977: Der aus der Hölle kam (The Squeeze)

## Auszeichnungen
- 1957: Nominierung für den BAFTA in der Kategorie Bester Nachwuchsdarsteller für Der Mann, den es nie gab
- 1960: Nominierung für den Laurel Award in der Kategorie Bester Hauptdarsteller in einem Drama für Ben Hur
- 1960: Golden Globe in der Kategorie Bester Nebendarsteller für Ben Hur
- 1963: Nominierung für den Golden Globe in der Kategorie Bester Hauptdarsteller – Komödie oder Musical für Spiel mit mir